# Phonorhynchus pernix
Phonorhynchus pernix är en plattmaskart som beskrevs av Ax 1959. Phonorhynchus pernix ingår i släktet Phonorhynchus och familjen Polycystididae. Inga underarter finns listade i Catalogue of Life.